# Минів Василь Ярославович
Василь Ярославович Минів (4 січня 1984, с. Довжки, Сколівський район, Львівська область— поблизу м. Попасна, Луганська область) — український військовик, солдат Збройних Сил України, учасник російсько-української війни, що загинув у ході російського вторгнення в Україну в 2022 році.

## Життєпис
Василь Минів народився 4 січня 1984 року в селі Довжки Сколівського району (нині — Стрийського району) на Львівщині. Після закінчення школи навчався в Болехівському лісогосподарському технікумі за спеціальністю «лісове і садово-паркове господарство», після закінчення якого працював на місцевому деревообробному підприємстві. З червня по жовтень 2016 року брав участь у війні на сході України. У листопаді 2019 року обійняв посаду інспектора з охорони природно-заповідного фонду Бутивлянського лісництва НПП «Сколівські Бескиди», а з 1 лютого 2022 року був переведений майстром з охорони природи. З початком повномасштабного російського вторгнення в Україну 24 лютого 2022 року бійця мобілізували до лав Збройних сил України. Військову службу проходив у складі 24-ої окремої механізованої бригади імені короля Данила. Загинув 13 березня 2022 року внаслідок бойового зіткнення та масованого артобстрілу поблизу міста Попасна Луганської області.

## Родина
У загиблого залишились півторарічний син, дружина та батьки.

## Нагороди
- Орден «За мужність» III ступеня (2022, посмертно) — за особисту мужність і самовіддані дії, виявлені у захисті державного суверенітету та територіальної цілісності України, вірність військовій присязі[3].